# Grup de la benitoïta
El grup de la benitoïta és un grup de minerals ciclosilicats que cristal·litzen en el sistema hexagonal, que rep el nom de la benitoïta. Aquest grup està format per quatre espècies força properes químicament: bazirita, benitoïta, pabstita i wadeïta.
| Espècie   | Fórmula         |
| --------- | --------------- |
| Bazirita  | BaZr(Si₃O9)     |
| Benitoïta | BaTi(Si₃O9)     |
| Pabstita  | Ba(Sn,Ti)(Si₃O9 |
| Wadeïta   | K₂Zr(Si₃O9)     |

Segons la classificació de Nickel-Strunz, els minerals del grup de la benitoïta pertanyen a "09.CA - Ciclosilicats, amb enllaços senzills de 3 [Si₃O9]6- (dreier-Einfachringe), sense anions complexos aïllats» juntament amb els següents minerals: calciocatapleiïta, catapleiïta, pseudowol·lastonita, margarosanita, walstromita i bobtrail·lita.